# Specijalna bolnica Merkur
Specijalna bolnica „Merkur” je zdravstvena i istraživačka ustanova bolničkog i edukativnog tipa, sa sedištem u banjsko-klimatskom lečilištu Vrnjačka Banja, koja se bavi prevencijom, dijagnostikom, lečenjem i rehabilitacijom pacijenata obolelih od bolesti organa za varenje, šećerne bolesti i bolesti koštano-zglobnog sistema.
Lekovite termpmineralne vode, lekovito mineralno blato, savremene dijagnostičke metode, visokospecijalizovan medicinski tim uz najsavremeniju medicinsku opremu, Merkur je uspešno objedinio i razvio vrhunske zdravstvene i velnes pakete prilagođene svakom gostu.
Iako je medicina primarna usluga Merkura, u Merkurovim objektima borave i gosti koji žele da uživaju u mnogobrojnim velnes sadržajima, kao i savremenim kozmetičkim, aparaturnim i drugim procedurama iz oblasti estetike, ali i oni koji žele samo da budu smešteni u Merkuru.
Merkur je u avgustu 2008. godine postao prvi "Nacionalni edukativni centar za obolele od šećerne bolesti na insulinskoj terapiji" i ujedno prva ustanova takvog tipa u ovom delu Evrope. Edukaciju osoba obolelih od šećerne bolesti u Specijalnoj bolnici Merkur, koja traje 10 dana, finansira Republilčki fond za zdravstveno osiguranje.

## Položaj i saobraćajnice
Specijalna bolnica „Merkur sa svojim objektima razmeštena je u centralno delu Vrnjačke Banje, na oko 25 kilometara jugoistočno od Kraljeva, na severnim padinama planine Goč (1.216 m), u dolini planinske Vrnjačke reke. Na obalama ove reke prostiru se parkovske površine, iza kojih su po mnogobrojnim brežuljcima pored mnogobrojnih izgrađene vila, hotela i sanatorijuma izhrašeni i obketi Specijalna bolnica Merkur.
Reljef terena u kome je smeštena Specijalna bolnica Merkur blago je zatalasan, a najniža kota Vrnjačke Banje nalazi se u severoistočnom delu terena i iznosi 180 metara, dok su najviše tačke terena smeštene u užoj zoni Banje. Najviši tereni koji okruzuju Bolnicu predstavljeni su Krstovim brdom sa nadmorskom visinom od 430 metara i Orlovac sa 401 metrom nadmorske visine. Prema severu blago zatalasana ravan Vrnjačke Banje prelazi u ravnicu doline Zapadne Morave, koje predstavlja zapadnomoravsku dolinu.
U komunikacijskom smislu Specijalna bolnica Merkur nalazi se na geografski povoljnoj lokaciji u Srbiji, i saobraćajno je povezana sa većim gradovima Zapadnog Pomoravlja i centralne Šumadije. Ona je regionalnim putevima povezana preko Kraljeva sa Ibarskom magistralom ka zapadu i Kragujevcom prema severu. Na istoku preko Kruševca povezana je sa kičmom Srbije, auto-putem Beograd-Niš. Osim drumske saobraćajne povezanost Bolnice postoji, istim pravcima i železničkom mrežom.
Središnji položaj u Srbiji, Specijalna bolnica Merkur, kao i dobra saobraćajna povezanost, karakterišu povoljan geografski položaj Vrnjačke Banje, što je neophodan uslov za valjanu turističku valorizaciju i sveobuhvatan razvoj zdravstvenog turizma na ovim prostorima.

## Istorija
Specijalna bolnica „Merkur” baštini tradiciju vrnjačkih lečilišta, koja su se visokim nivoom usluga isticala i pre Drugog svetskog rata. Neki od objekata koji su i danas u funkciji sagrađeni su dvadesetih i tridesetih godina 20. veka. Pre svega, zgrada Termomineralnog kupatila, podignuta 1929. godine. I objekti „Sveti Đorđe” i „Šumadija” izgrađeni su između dva svestka rata.
Na njihovim, ali i temeljima novopodignute zgrade starog „Merkura”, 1947. godine, osnovano je Državno zdravstveno preduzeće republičkog značaja „Vrnjačka Banja” kome je, iste godine, naziv promenjen u Banjsko lečilište „Vrnjačka Banja”.
Ustanova je i docnije često menjala naziv, u skladu sa zakonskim oblikovanjem oblasti njenog delovanja. Početkom šezdesetih, isticana je kao Prirodno lečilište „Vrnjačka Banja”, a desetak godina kasnije pojavljuje se kao Združena zdravstvena ustanova „Lečilište Vrnjačka Banja i Specijalni zavod za lečenje i rehabilitaciju hroničnih unutrašnjih oboljenja i bolesti lokomotornog aparata Vrnjačka Banja”.
Sedamdesete godine bile su produktivne za Lečilište, posle čega su uglavnom prestala značajnija ulaganja u infrastrukturu. Objekat „Sveti Đorđe” je dograđen 1974. godine, dok se izgradnja nove zgrade „Merkura” odvijala u dve faze, tokom 1977. i 1978. godine. Uporedo sa tim ulagani su napori za organizaciono prestrukturiranje.
Formiranje OOUR-a (Osnovne organizacije udruženog rada), tokom sedamdesetih godina, nije zaobišlo ni Lečilište, pa ga posle strukturalnih udruživanja i odvajanja zatičemo kao Zavod za prevenciju, lečenje i rehabilitaciju bolesti organa za varenje i šećerne bolesti „Vrnjačka Banja”.
Pod tim nazivom Ustanova funkcioniše narednih dvadeset godina, kada Vlada Republike Srbije, u Uredbi o planu mreže zdravstvenih ustanova, naziv Zavod menja izrazom Specijalna bolnica.
Konačno, 2007. godine, Ustanova je upisana u registar pod nazivom Specijalna bolnica za lečenje i rehabilitaciju „Merkur” iz Vrnjačke Banje. Skraćeni naziv joj je Specijalna bolnica „Merkur” Vrnjačka Banja.
„Merkur” posluje sredstvima u državnoj svojini, koja se mogu pretvarati u druge oblike svojine, u skladu sa zakonom. Nosilac prava i dužnosti osnivača Specijalne bolnice je, u skladu sa zakonom, Ministarstvo zdravlja Republike Srbije.

## Kadar
Upravljanje ljudskim potencijalom je jedna od osnovnih preokupacija menadžmenta Merkura, zbog čega se velika pažnja poklanja njihovom usavršavanju i edukaciji. Osnovni moto u poslovanju je „zadovoljni gost” i o tome brine:
- 37 lekara (specijalisti i subspecijalisti) - 2 gastroenterologa, 5 endokrinologa, 2 kardiologa, 6 internista, 5 fizijatara, 2 ginekologa, 1 neuropsihijatar, 1 pedijatar, 1 urolog, 1 radiolog, 1 oftamolog, 1 specijalista ishrane, 1 lekar sportske medicine, 2 lekara medicine rada i 6 lekara opšte prakse
- 100 zdravstvenih radnika - specijalista biohemičar, medicinske sestre i tehničari, fizioterapeuti i laboranti
- 150 zaposlenih radnika u ugostiteljstvu, administrativnim i tehničkim službama.

## Indikacije
U današnje vreme, visokog razvoja medicine, uz mnoge delotvorne lekove i druge alternativne metode lečenja, prirodni izvori i lekovite mineralne vode su i dalje  jednako privlačni kao što su bili u vekovima koji su za nama. Vrnjačka Banja je poznata po svojim mineralnim vodama, koje se veoma uspešno koriste u lečenju mnogih oboljenja.
Indikakacije koje se leče u Merkur su:
- šećerna bolest tip 1, tip 2 i komplikacije šećerne bolesti
- stanje posle preležane žutice,
- bolesti žučne kese i žučnih puteva,
- oboljenja pankreasa,
- čir želuca i dvanaestopalačnog creva,
- obolenja organa za varenje,
- stanje posle hirurškog odstranjivanja žučne kese,
- degenerativna stanja,
- stanje posle resekcije jednjaka, želuca i creva,
- hronična ginekološka obolenja i sterilitet,
- infekcije bubrežne karlice, mokraćne bešike i mokraćnih puteva,
- kalkuloza mokraćnih puteva i funkcionalnih oboljenja,
- reumatske bolesti,
- posttraumatska stanja.

## Dijagnostika
Savremene dijagnostičke metode i visokospecijalizovan medicinski tim omogućavaju pouzdanu i brzu proveru zdravstvenog stanja zdravih i hronično bolesnih gostiju. Programi prevencije i lečenja prilagođeni su svakom pojedincu ponaosob i bez zakazivanja i čekanja u redovima, omogućavaju na jednom mestu sledeće preglede:
| Pregledi lekara opšte prakse, specijalista i subspecijalista | - endokrinologa, - gastroenterologa, - kardiologa, - specijaliste ishrane, - fizijatra, neuropsihijatra, - ginekologa, - oftalmologa, - urologa, - interniste, - medicina rada i medicina sporta                                                                                |  |
| Kompletna laboratorija sa RIA laboratorijom                  | |  |
| Visokospecjalistički pregledi i dijagnostika                 | - EKG, - dijagnostika ultrazvuk, - endoskopska dijagnostika (gastroskopija i kolonoskopija), - ispitivanje hormona, - EMNG pregledi, - kompjuterizovana ergometrija, - color dopler, - merenje gustine koštane mase na aparatu za osteodenzitometriju i - laserfotokoagulacija, |  |
| Fizikalne terapije                                           | - terapija ultrazvukom, - eletroterapija, - dijadinamičke struje, - interferentne struje, - magnetna terapija, - hidro-terapija, - parafino-terapija, - kinezi-terapija, - laser, - peloid, - masaže i horizontalna terapija                                                    |  |
| Balneoterapija                                               | - pijenje termomineralnih voda, - kupanje u termomineralnoj vodi, - inhaliranje termomineralnom vodom, - orošavanje termomineralnom vodom, - klizme termomineralnom vodom. |  |

## Mineralne vode
Najveća prirodna prednost Vrnjačke Banje su četiri izvora termomineralne vode. Lekovite vode i blato se veoma uspešno koriste u medicinske svrhe. Specijalna bolnica Merkur već dugi niz godina koristi lekoviti faktor ovih voda i primenjuje ih u lečenju. Termomineralna voda ima veoma visok nivo minerala, a mineralno blato (peloid), ima izražena terapijska dejstva i bogat minerološki sastav, zbog brojnih blagotvornih svojstava koje poseduje.
| Naziv izvora | Hemiski sastav i namena | Medicinske indikacije |
| ------------ | --- | --- |
| Topla voda   | - Natrijum-hidrokarbonatna, ugljeno, kisela homeoterm - Mineraloški sastav — НСОз 2074.0 SO4 2.0 Cl 35.0 NO3 0.5, НРО4 0.5, Ca2 50.0, F 2.4, Mg2 120.0, Na 483.0, K 50.0, Fe20.6, NH4 0.1, SiO2 50.0, HBO2 6.0, Fe2O3 0.9, A12O3 0.28, CO2 650.0. - PH vrednost i temepratura indikuju ovu vodu da se može koristiti kao pomoćno terapijsko sredstvo | - Hronični gastritis; - Ulkusna bolest primarno nebakterijskog porekla; - Stanja rehabilitacije posle hepatitis; - Stanja koja se karakterišu poremećajem u motorici i pražnjenju zučne kese i žučnih puteva; - Stanja rehabilitacije posle hirurških intervencija na želucu i bilijarno pankreasnom sistemu koje nisu uzrokovane malignom bolešću; - Ubrzana motorika i evakuacija sadržaja debelog creva; - Prevencija nastanka navedenih poremećaja.                 |
| Jezero       | - Zemno alkalna ugljeno kisela hipoterma – mineraloški sastav, - PH vrednost i temepratura indikuju ovu vodu da se može koristiti kao pomoćno terapijsko sredstvo | - Gastro intestivna oboljenja; - Oboljenja bilijarnog trakta; - Urinarna oboljenja; - Dijabetes mellitus; - Anemije; - Kouktivitis. |
| Snežnik      | - Zemno alkalne ugljeno kisele aterma - Mineraloški sastav — НСОз 2040.0, SO4 6.0, Cl 31.0 , НРО4 0.7 Ca2 120.0, F 1.7, Mg2 97.0, Na 447.0, K 43.0, Fe2 2.2, NH4 0.2, SiO2 45.0, HBO2 6.0, Fe2O3 3.3 , A12O3 1.77 CO2 1230.0. - pH vrednost uz posebnu temperaturu kao i značajno niži sadržaj slobodnog CO2, ovu vodu orijentišu da se u petnaestodnevnom periodu može koristiti kao dodatno terapijsko sredstvo - Prvenstveno se koristi u terapiji sledećih hroničnih gastrointerstinalnih i metaboličkih obolenja | - Hronični gastritis sa usporenom evakuacijom sadržaja; - Stanja hipomotorike nastale posle hirurških intervencija u nivou želuca i bilijarnih puteva; - Usporena evakuacija žučnih i pankreasnih sokova; - Usporena evakuacija sadržaja debelog creva; - Dispeptične manifestacije; - Diabetes mellitus kao nastavak hospitalnog tretmana nevezano za tip, životnu dob i prateće manifestacije (posebno gojaznost); - Giht; - Prevencija nastanka navedenih poremćaja. |
| Slatina      | - Zemno alkalna ugljeno kisele aterma - Mineraloški sastav — НСОз 2770.0, Cl 45.0, НРО4 1.2, Ca2 160.0, F 2.6, Mg2 58.0, Na 737.0, K 76.0, Fe' 0.1, Fe2 5.9, NH4 0.3, SiO2 40.0, HBO2 10.0, Fe2O3 9.0, A12O3 0.39, CO2 1760.0. - pH vrednost i temepratura indikuju ovu vodu da se može koristiti kao pomoćno terapijsko sredstvo. - Isključivo se koristi u kombinaciji sa drugim mineralnim vodama. | - nedostatk apetita, - anemije. |

## Objekti
Specijalna bolnica „Merkur” organizuje rad u pet objekata:
- „Merkur Novi” — sa 370 postelja,
- „Merkur Stari” — sa 84 postelje
- „Sveti Đorđe” — sa 230 postelja
- „Šumadija” — sa 70 postelja
- Termomineralno kupatilo

### „Merkur Novi”
Izgrađen je u dve faze, krajem sedamdesetih godina prošlog veka. Prva je bila 1977, a druga već sledeće godine. Nalazi se u centru Vrnjačke Banje, na početku Velikog parka, kraj Vrnjačke reke. Okružen je zelenilom i stazama za šetnju.
Ima lepo uređene jednokrevetne i dvokrevetne sobe, opremljene kupatilom, klima uređajem, kablovskom televizijom, telefonom i internetom. Apartmani, uz to, imaju dnevnu i spavaću sobu, mini bar i dva kupatila. Rezidencija je poseban deo, luksuzno opremljen dnevnim boravkom, mini kuhinjom i trpezarijom, spavaćom sobom, ima i dva kupatila sa đakuzijem, mini saunu.
Ukupan smeštajni kapacitet je 370 postelja. Za ugostiteljske usluge tu je restoran sa 400 mesta.
Ishrana je na bazi punog pansiona ili polupansiona. Po potrebi, ili po preporuci lekara, mogu se uvesti dodatni i dijetalni obroci. Ugostiteljske usluge upotpunjene su aperitiv barom i letnjom baštom.
Objekat „Merkur Novi” je tačka oslonca i medicinskih usluga Specijalne bolnice. U njemu se nalaze specijalističke i subspecijalističke ambulante: gastroenterolog, kardiolog, endokrinolog, oftamolog, specijalista ishrane, fizijatar, internista, fizikalni blok, spratna ambulanta i dežurna ambulanta (24h).
Ostali sadržaji u „Merkuru Novom”: akva centar „Waterfall”, fitnes centar „Merkur Gym”, mala sala za seminare, predavanja i prezentacije (70 mesta), iznajmljivanje bicikala i parking.

### „Merkur Stari”
U parku pored Vrnjačke reke, u neposrednoj blizini „Novog Merkura”, nalazi se i objekat „Merkur Stari”. Okružen je lipama, rečicom i stazama za šetnju.
Ovo je prvi u kompleksu Merkurovih objekata izgrađen posle Drugog svetskog rata, 1946. i 1947. godine. Smeštaj je u jednokrevetnim, dvokrevetnim i trokrevetnim sobama. Ukupni kapacitet: 84 postelje. Ugostiteljske usluge pruža restoran sa 200 mesta. Ishrana je na bazi punog i polupansiona. Po potrebi, ili preporuci lekara, mogu se uvesti i dodatni ili dijetalni obroci.
Medicinska služba je na raspolaganju 24 časa dnevno. Pregledi specijalista, subspecijalista, visokospecijalistički pregledi i terapije, obavljaju se u objektu „Merkur Novi” i u zgradi Termomineralnog kupatila.

### „Sveti Đorđe”
Ovaj objekat se nalazi u blizini izvora Topla voda i zgrade Termomineralnog kupatila. Okružen je raskošnim zelenilom i uređenim stazama za šetnju, koje vode do grada kroz parkove, na obali Vrnjačke reke. Ima dugu tradiciju, jer je podignut između Prvog i Drugog svetskog rata, kao jedan od prvih modernih sanatorijuma u Vrnjačkoj Banji. Dugo u njega nije mnogo ulagano, pa je dograđen tek 1974.
Danas je u ovom objektu smeštaj organizovan u jednokrevetnim, dvokrevetnim, trokrevetnim i četvorokrevetnim sobama. Ukupni kapacitet: 230 postelja. Ugostiteljske usluge pruža restoran sa 150 mesta. Ishrana je na bazi punog ili polupansiona. Po potrebi, ili preporuci lekara, mogu se uvesti dodatni ili dijetalni obroci.
U objektu „Sveti Đorđe” smešteni su fizikalni blok i medicinska služba, koja je na raspolaganju pacijentima 24 časa dnevno. Visokospecijalistički pregledi i terapije obavljaju se u objektu "Merkur Novi" i u zgradi Termomineralnog kupatila.

### „Šumadja”
Na mirnom a ipak uočljivom mestu, preko puta objekta „Merkur Novi”, nalazi se „Šumadija”. Ovaj objekat, nedavno renoviran, ima dugu istoriju. Podignut između svetskih ratova i njegovo prvobitno ime je Vila Radonić, po srpskom akademiku i istoričaru Jovanu Radoniću.
Smeštaj je u dvokrevetnim i četvorokrevetnim sobama. Apartman ima dnevnu i spavaću sobu. Ukupan smeštajni kapacitet je 70 postelja. Gosti „Šumadije” ugostiteljske usluge dobijaju u restoranu obližnjeg „Merkura Novog”. Ishrana je na bazi punog i polupansiona. Po potrebi, ili preporuci lekara, mogu se uvesti dodatni ili dijetalni obroci.
Medicinska služba u ovom objektu je organizovana 24 časa dnevno. Pregledi specijalista, subspecijalista, kao i visokospecijalistički pregledi i terapije, obavljaju se u objektu „Merkur Novi” i zgradi Termomineralnog kupatila.
Gosti ovog objekta mogu koristiti usluge Akva i Fitnes centra u objektu „Merkur Novi”. Ovde se takođe uspešno i sve češće organizuju naučni i stručni skupovi, jer poseduje salu za seminare kapaciteta 40 mesta.

### Termomineralno kupatilo
Ova zgrada, podignuta 1929. godine, jedan je od najprepoznatljivijih simbola „Merkura” i važna tačka oslonca njegovog sistema. Nalazi se u srcu Velikog parka, pored izvora Topla voda. Za Termomineralno kupatilo se vezuju ekskluzivni sadržaji, jer se u njemu nalaze Velnes centar „Fons Romanus”, Peloid centar „Limus Romanus”, Balneo centar „Stara Banja” i terapeutski bazen za podvodnu masažu. Tu je i ambulantno-poliklinički blok sa laboratorijom.
Objekat Termomineralnog kupatila ima višestruke mogućnosti. U njegovoj ponudi je i odlično opremljen Kongresni centar sa 350 mesta, pogodan za organizaciju velikih stručnih i naučnih skupova, kao i Lekarska sala sa 20 mesta, koja odgovara skupovima sa manjim brojem učesnika, poput predavanja, prezentacija i okruglih stolova.

## Literatura
- Bulajić, Dejan (2016). "Merkur" specijalna bolnica u Vrnjačkoj Banji. Vrnjačka Banja: Bolnica "Merkur". стр. 222. ISBN 978-86-6189-084-0.
- Protić, D.(1995): Mineralne i termalne vode Srbije, Geoinstitut,Beograd.
- Filipović, i autori.(1955): Mesto i značaj mineralnih voda u razvoju banjskih i klimatskih mesta Jugoslavije, Zbornik radova, Banjska i klimatska mesta Jugoslavije, Vrnjačka Banja.
- Mihajlović, D. (1995): Savremeno stanje banjskih i klimatskog lečenja, problemi, perspektiva razvoja, Zbornik radova, Banjska i klimatska mesta Jugoslavije, Vrnjačaka banja.
- Marić, S. (1988): Turistička valorizacija banja istočne Srbije, Doktorska desertacija, Geografski institut, Novi Sad.
- Stanković, S. (2002): Rehabilitacioni centri i banjski turizam uže Srbije, Turizam Srbije, SGD. Beograd.
- Grupa autora, (2002): Održivi turizam, Ministarstvo za zaštitu životne sredine Republike Srbije, Beograd.
- Nikolić, S. (1988): Priroda i turizam Srbije, Eko centar, Beograd.
- Vujanović,V.i autori, (1995): Banje i mineralne vode Srbije, Privredna knjiga, Gornji Milanovac.

## Spoljašnje veze
- Zvanična prezentacija
- Vrnjačka Banja-Specijalna Bolnica Merkur u Vrnjačkoj Banji
- Euroturs-SPECIJALNA BOLNICA MERKUR – VRNJAČKA BANJA